# イブニングニュース600
『イブニングニュース600』（イブニングニュース・ろくまるまる）は、平日のみは1984年10月1日から1990年3月30日まで（土曜日のみは1985年4月6日から1990年3月31日まで）にかけて東海テレビで放送された夕方の東海3県向けワイドニュース番組。「FNNスーパータイム」の初期から中期ごろにかけての東海テレビによるタイトル差し替え番組であった。

## 概要
元々は『イブニングニュース630』と題していたが、フジテレビ発全国ニュースの｢FNNスーパータイム｣の放送開始に伴い、全国のニュースの部分（旧・『FNNニュースレポート6:00』）と東海3県向けローカルの部分を一本化しこのタイトルに変更、1時間枠に拡大した。なお、正式タイトルは、『FNNイブニングニュース600』。
その後1990年4月2日からは『FNN東海テレビスーパータイム』に改題（1997年3月29日まで放送）。それ以降は（2018年3月まで）フジテレビの全国ニュースのタイトルに合わせる形となった。なお日曜日は17:30スタートの「中日新聞テレビ日曜夕刊」（番組は現在も放送中）と題していた。いづれも中日新聞社協力であった。
タイトルは全国ニュース（FNNスーパータイム）と同じものを当番組用にアレンジしたもので、男性アナウンサー（番組キャスター）が「イブニングニュース!!」（6:00というコールはなかった）とコールするものだった。またCM前のアイキャッチも女性キャスターが同様にコールするものが存在した他、ローカル切り替えの際にも一時期男性キャスターのタイトルコールが使用されていた。このアイキャッチとタイトル後・エンディングの挨拶で用いていたBGM（スーパータイムのテーマ曲との組み合わせ）は、「FNN東海テレビスーパータイム」になった後も使われていた。
なお、土曜の放送においては、全国のヘッドラインはネット受けせず、平日同様にオープニングタイトル直後は東海テレビのスタジオから話し始めており（よってこの時間は平日より長い）、全国側のヘッドラインが終わったところで東京からの映像に飛び乗っていた。これは先述の「中日新聞テレビ日曜夕刊FNN」でも同様である。

## 歴代出演者

### ニュースキャスター
- 芳川猛 : 1987年4月1日 - 1989年3月31日（実質上、当番組の初代キャスターだった人物で、1987年3月までは週末版を担当した。）
- 中山恵充
- 高井一：1989年4月3日 - 1990年3月30日（1987年4月 - 1989年3月までは週末版を担当。後番組「東海テレビスーパータイム」へそのまま続投し「東海テレビスーパーニュース」放送中の2001年9月まで担当後、2018年4月から「ニュースOne」で再登板。現在は再び降板し、関連番組の司会を担当している。）
- 大谷麻由美（初代キャスター西沢と大谷による番組のCMも制作された。その後、末期の「FNN東海テレビモーニングコール」を担当。）
- 宮前裕子
- 三股こずえ
- 成宮裕子、ほか

### 平日コメンテーター
- 西澤信正（中日新聞名古屋本部編集委員）：1984年10月1日 - 1990年3月30日（前番組「イブニングニュース630」（メインキャスター）より続投。天気予報前の特集コーナーを解説していたほか、芳川起用までは「630」から引き続いてニュースキャスターも担当していた。2009年に逝去。）

### お天気キャスター
- 久納敏夫（日本気象協会東海支部）、ほか

## 主な放送時間
- 1984年10月1日 - 1985年3月29日 月曜日 - 金曜日 18:00 - 19:00
- 1985年4月1日 - 1990年3月31日 月曜日 - 金曜日18:00 - 19:00、土曜日 18:00 - 18:30